# Кладбище в Монморанси
Кладбище в Монморанси (фр. Cimetière des Champeaux de Montmorency) — кладбище в пригороде Парижа — Монморанси (Валь-д’Уаз), расположено на расстоянии около 16 км севернее французской столицы.

## История
Возникло в начале XVII-го века. Состоит из 2-х частей — так называемого Старого кладбища, являющегося крупнейшим польским кладбищем во Франции, которое часто называют Польским некрополем или Польским пантеоном, и Нового, иногда называемого кладбище Гролэ (Cimetière de Groslay), одного из наиболее интересных русских некрополей во Франции, поскольку в Монморанси находился Русский старческий дом (Foyer russe), предназначавшийся главным образом для военных.
На Старой части кладбища, в основном, похоронены представители польской великой эмиграции, последовавшей после поражения Ноябрьского восстания 1830—1831 гг. В их числе несколько тысяч офицеров и солдат-мятежников, политиков, патриотов Польши, нашедших убежище в Западной Европе, в первую очередь во Франции, иногда со своими семьями.
С 1843 года — место ежегодного паломничества (в мае—июне). Церемония начинается с траурной мессы в память о всех поляках, погибших в изгнании, за которой следует проповедь на французском языке, исполнения польского католического гимна — «Boże, coś Polskę» — и шествие по городу, к кладбищенской церкви с возложения венков.
На Новом кладбище есть русский участок (приблизительно 200 могил), но некоторые могилы находятся вне его. Судя по тому, что рядом с немногими могилами 1950-х гг. находятся захоронения 1970—1980-х, можно предположить, что нынешние захоронения представляют собой третий слой, а значит, наиболее ценная часть захоронений (могилы офицеров Императорской и Белой армий) уже безвозвратно утрачена. Большая часть могил — 1973—1993 гг. (почти все — одиночные); надгробия старческого дома более чем скромные — деревянные православные кресты с деревянными же табличками, на которых наклеены бумажные буквы. По истечении срока сохранения могилы постепенно сносятся, и места отдаются под новые захоронения (в пределах русского участка уже несколько десятков могил, снесённых совсем недавно). На кладбище есть часовня в память русских воинов-участников Первой мировой войны 1914—1918 гг.

## Известные персоналии, похороненные на кладбище в Монморанси

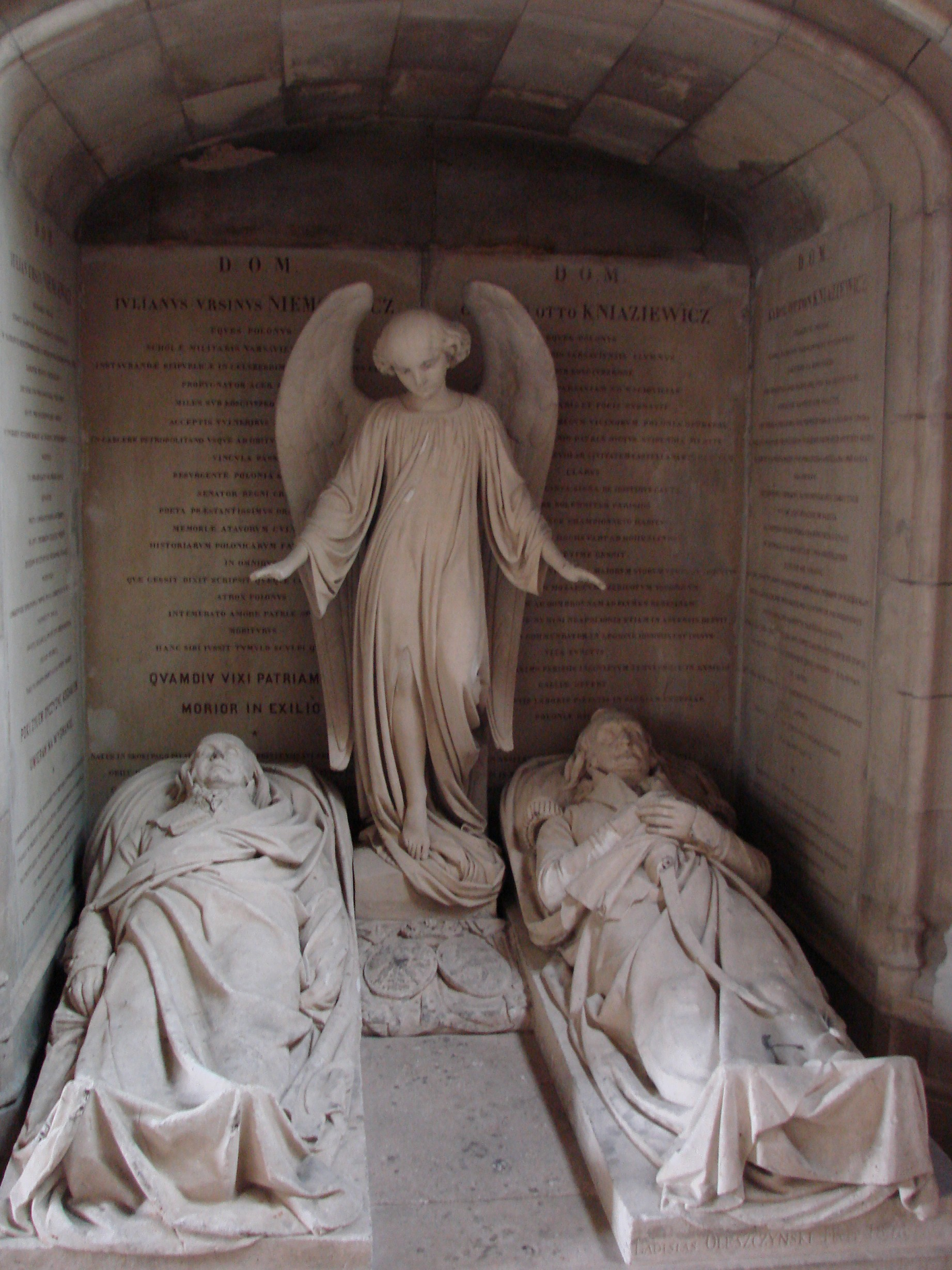
Скульптуры и эпитафия польским эмигрантам, похороненным на кладбище в Монморанси, работы скульптора В. Олещинского

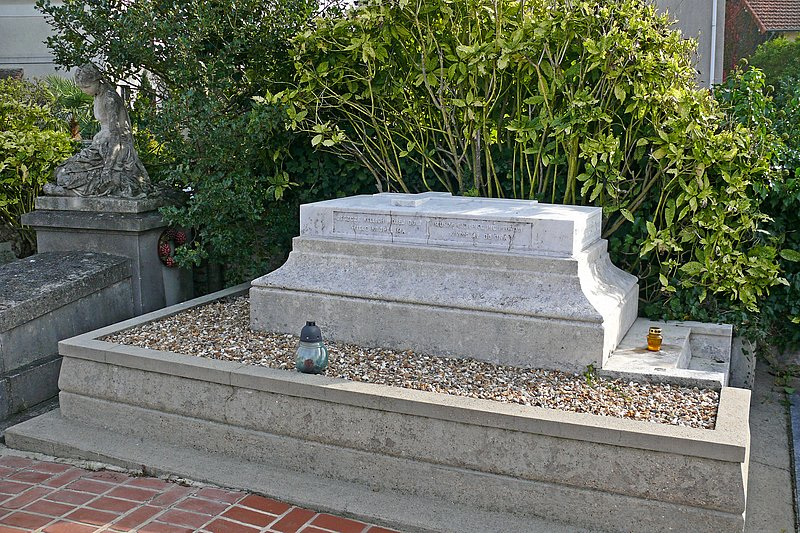
Могила Дельфины Потоцкой

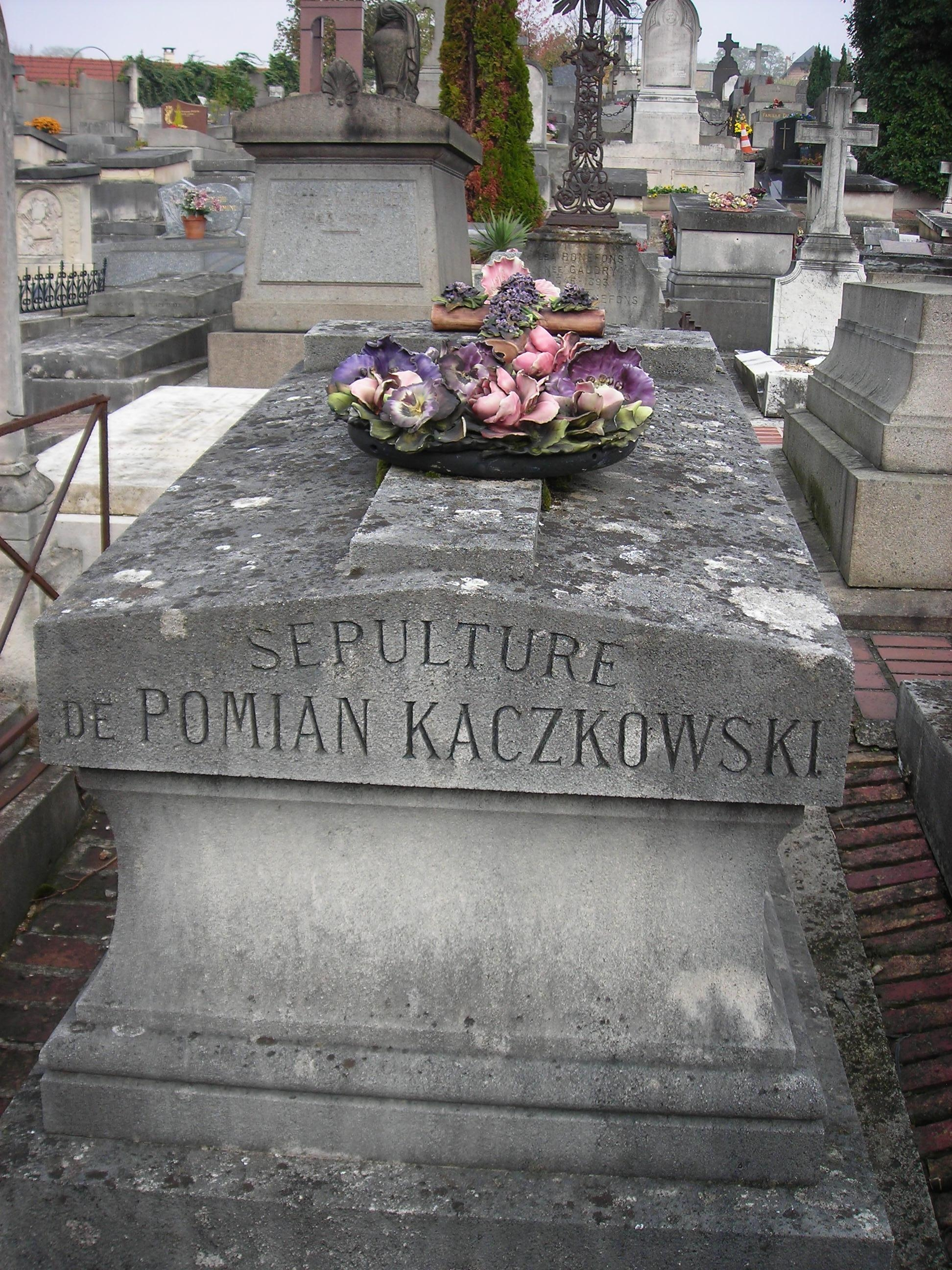
Могила С.Качковского

- Авакимов, Иван Михайлович — Председатель Главного правления Союза русских военных инвалидов, участник Белого движения, кавалер Ордена Св. Владимира IV степени
- Бабинский, Жозеф — врач-невропатолог. Член Парижской Академии наук
- Бознанская, Ольга — художница
- Ват, Александр — писатель, поэт, переводчик; один из создателей польского футуризма
- Возницкий, Казимир — политик, публицист, литератор, дипломат, коллекционер, меценат
- Годебский, Циприан — скульптор
- Горецкий, Антоний — поэт, сатирик, баснописец, участник восстания 1830 года и наполеоновских войн
- Дембинский, Генрих — генерал, один из предводителей польского восстания 1830 года
- Замойский, Владислав — государственный деятель, дипломат, участник польского восстания в ноябре 1830 года
- Качковский, Сигизмунд — писатель, поэт
- Княжевич, Кароль Отто — военачальник, дивизионный генерал, участник Наполеоновских войн.
- Кузнецов, Александр Григорьевич — председатель Объединения лейб-гренадерского Эриванского полка. Член Союза Георгиевских кавалеров, Союза русских военных инвалидов во Франции.
- Маковский, Тадеуш — художник
- Мицкевич, Адам — поэт, политический публицист, деятель польского национального движения. (позже перезахоронен в Кракове)
- Мицкевич, Целина — жена А.Мицкевича
- Немцевич, Юлиан — писатель, историк и общественный деятель
- Норвид, Циприан Камиль — поэт, драматург, прозаик, живописец (похоронен в общей могиле)
- Пилсудский, Бронислав Осипович — деятель революционного движения и этнограф; брат Юзефа Пилсудского
- Попов, Константин Сергеевич  Русский офицер, Георгиевский кавалер, военный историк, литератор, общественный деятель.
- Сладков, Тимофей Ипполитович - русский полковник из уральских казаков, участник Первой мировой и Гражданской войны, командир рейда на Лбищенск против штаба дивизии Чапаева.
- Таньский, Юзеф — публицист, журналист, участник Польского восстания (1830) и Крымской войны
- Ходзько, Александр — поэт и востоковед
- Шерментовский, Юзеф — художник
- Янушкевич, Евстафий — книгоиздатель, публицист, один из руководителей Польского восстания 1831 г.